# Аятолла Хосейні Насаб
Аятолла Хосейні Насаб (перс. سید رضا حسینی نسب; нар. 1960), є імамом Ісламського центру в Гамбурзі, президентом шиїтської федерації Канади, автором 215 книг і засновником 22 мусульманських організацій.

## Публікації
Він є автором понад 215 публікацій з теології ісламу. Шиїтські вірування, філософія, закон і логіка

## Організації
Аятолла Хосейні Насаб заснував понад 20 ісламських організацій у Канаді, Німеччині та Суї.